# Castelnuovo (Castelli)
Castelnuovo (in croato Kaštel Novi) è una frazione della città croata di Castelli.